# 莊棣華
莊棣華（1966年12月22日—），是香港魚類學及博物學家，主要研究魚類分類、進化及地理分佈等。

## 經歷
莊棣華的祖父莊兆祥是一名中醫學教授和東華三院總理（1945年至1946年）。莊棣華祖籍廣東省佛山市南海區，在1966年生於日本東京，自少喜愛觀察野生動物，對動物分類、進化、地理分佈與生態等産生濃厚的興趣，在居日期間經常到郊外觀察記錄，訪覽博物館及動物園，與自然博物結下不解之緣。
1974年，與親人回港定居，初以研學昆蟲為主，1976年一次學校秋季旅行，於大嶼山溪澗偶然注目野生淡水魚類，開始主動探察認知水下生物。早在1979年小學畢業時已開始著手調查香港淡水魚類的種類與分佈，利用週六日及假期課餘時間，走到各大小河溪進行觀察、採集和研究。他早年就讀長洲官立中學、金文泰中學、聖德肋撒書院（美孚分校）以及北京師範大學第二附屬中學。
1980年代初，以初中數年時期完成全港河川魚類調查，纂輯為首份手稿《香港淡水魚類調查報告》。
1983年，前往北京讀書，其間經常走遍舊書店，蒐集有關魚類書籍及文獻，同時帶同手稿拜訪北京自然博物館及昔日位於中關村的中國科學院動物研究所，先後認識了當時的魚類學者王鴻媛、鄭葆珊與李思忠，在他們的悉心教導下，專心鑽研包括分類、解剖及生物地理等魚類學的基本範疇。1986年毕业于北京师范大学二附中。
1986年末，到上海水產大學拜訪魚類學家伍漢霖教授，並在伍教授指導下對魚類分類學進行深造，同時也完成了他首部淡水魚類的研究報告《香港淡水魚類的再調查》（其後整份報告加上生態環境資料，在香港大學自然史學會刊物上出版）。
1988年，參與編纂《中國農業百科全書 ─ 水產卷 上、下卷》；1993年，參與編纂《中國動物誌 ─ 硬骨魚綱 ─ 鱸形目 ─ 蝦虎魚亞目》及為《中國動物誌》編寫及拍攝。
1991年，受邀於香港大學動物學系（後改：生態與生物多樣性學系 Department of Ecology and Biodiversity），作生態觀察及攝影講座，認識杜德俊（David Dudgeon）博士。
1992年，接受杜德俊（David Dudgeon）博士提議，加入生態學資料，合作完成整個香港全域淡水及鹹水所棲息魚類的報告《Hong Kong Stream Fishes : An annotated checklist with remarks on conservation status》，在香港大學自然史學會刊物上出版，密共載魚類96種，奠定了現今香港淡水魚類的研究基礎。
1993年，以客座學生（Visiting student）於香港大學就讀環境科學（Environmental Science）學士課程，繼而於1994年入讀動物學系（後改：生態與生物多樣性學系 Department of Ecology and Biodiversity），進修哲學碩士（Master of Philosophy）。
1993年末，參加《中國動物誌 ─ 硬骨魚綱 ─ 鱸形目 ─ 鰕虎魚亞目》之編纂，擔任我國國家出版物《中國動物誌》編寫及拍攝工作。
1999年，參與於日本九州大學舉行之《日本魚類學會1999年度會議》，也參與了於中國福建厦門大學舉行之《中國魚類學會會議 ─ 暨伍獻文誕生一百周年紀念》並在會上作報告《香港魚類及現狀》。
2000年末，參加《日本産魚類檢索（英文版）Fishes of Japan with Pictorial Keys to the Species Vols. I & II》之修訂及翻譯，擔任日本國家出版物《日本産魚類檢索》之英譯編寫工作。
2002年獲上海水產大學魚類研究室（Laboratory of Fish, Shanghai Fisheries University，現今：海洋大學水產與生命科學院魚類研究室 Laboratory of Ichthyology, College of Fisheries and Life Science, Shanghai Ocean University）聘用為研究顧問（Research Consultant）。
2008年，領導成立香港魚類學會，成為香港首個民間發動的魚類學專門團體，並在2010年初假座香港中央圖書館舉行成立典禮及開幕展覽；目前專注太平洋西部（中國及南海周緣地區）的魚類分類、進化及地理分佈等研究工作。
2009年獲上海復旦大學生命科學學院生態與進化生物學系（Department of Ecology and Evolutionary Biology, School go Life Sciences, Shanghai Fudan University）聘用為客座教授（Visiting Professor）。
2010年1月，領導《香港魚類學會》於銅鑼灣之香港中央圖書館舉行《成立典禮》及《專題講座》交流，正式向公眾宣告學會之成立，同時亦舉辦《魚類文化與科學展覽》，向全港市民設公開之魚類博物教育展覽。

## 學術研究
自1970年代末1980年代初期至今，以二十多年的時間詳細調查香港所有河溪（約1400多條，支流6400多條）及鄰近濕地等淡水環境，採集鑒定魚類標本數千尾，於1992年初步完成整個香港全域淡水及鹹水所棲息魚類的報告《Hong Kong Stream Fishes : An annotated checklist with remarks on conservation status》，共載魚類96種，奠定了現今香港淡水魚類的研究基礎。
現今專注太平洋西部（中國及南海周緣地區）的魚類分類、進化及地理分佈等研究工作。

## 著作

### 書籍著作
- 1994年 《中國農業百科全書 ─ 水產卷 上、下卷》（中國農業百科全書水產業卷編輯委員會 共著） 農業出版社 中國 北京
- 2000年 《Cage net fishesries in Hong Kong》（莊棣華 著） 水產學報 中國 台灣
- 2001年 《魚文化錄》（賴春福 張詠青 莊棣華 共著） 水產出版社 中國 台灣
- 2002年 《中國有毒及藥用魚類新志》 （伍漢霖 等共著）農業出版社 中國 北京
- 2005年 《中國有毒、藥用及危險魚類圖鑑》 （伍漢霖 等共著）上海科學技術出版社 中國 上海
- 2008年 《中國動物誌 ─ 硬骨魚綱 ─ 鱸形目 ─ 蝦虎魚亞目》 （伍漢霖 等共著）科學出版社 中國 北京
- 2017年 伍汉霖; 邵广昭; 賴春福; 庄棣华; 林沛立. . 青岛: 中国海洋大学出版社. ISBN 978-7-5670-1538-8.

### 論文著作
- 1992年 《Hong Kong Stream Fishes : An annotated checklist with remarks on conservation status》（D. Dudgeon, R.）Hong Kong University Press, Hong Kong, China
- 2000年 《中國珊瑚礁毒魚類的研究（Study on the toxic coral reef fishes of China）》（伍漢霖 等共著）水產學報 9(4) 中國 上海 上海水產大學
- 2000年 《中國膽毒魚類的研究（Study on the gall-bladder poisonous fishes in China）》（伍漢霖 等共著）水產學報 10(2) 中國 上海 上海水產大學
- 2002年 《中國沙塘鱧屬（Odontobutis）魚類之一新種》（伍漢霖 等共著）上海水產大學學報 11(1) 中國 上海 上海水產大學

### 翻譯著作
- 2002年 《日本産魚類檢索（英文版）Fishes of Japan with Pictorial Keys to the Species Vols. I & II 》（中坊徹次 等共著） 東海大學出版社 日本 東京

### 校對著作
- 1986年 《海南島淡水及河口魚類志 The Freshwater and Estuaries Fishes of Hainan Island 》（伍漢霖 等著） 廣東科技出版社 中國 廣東
- 1999年 《拉漢世界魚名詞典 Latin-Chinese Dictionary of Fishes Names 》（伍漢霖 等著） 水產出版社 中國 台灣

### 科普著作
- 2005年 《香港淡水系統和淡水魚類 - 香港淡水系統歷史回顧（Freshwater Systems and Freshwater Fishes of Hong Kong - Historical Review on Freshwater Systems of Hong Kong） 》（莊棣華 著） 野外動向 Hong Kong Discovery Vol. 30, Hong Kong, China
- 2005年 《香港淡水系統和淡水魚類 - 水環境與生物的組成、關係、現狀和保護（一）（Freshwater Systems and Freshwater Fishes of Hong Kong - The composition, relationship, present status and conservation of Aquatic Environment and Living Organisms <1>） 》（莊棣華 著） 野外動向 Hong Kong Discovery Vol. 31, Hong Kong, China
- 2006年 《香港淡水系統和淡水魚類 - 水環境與生物的組成、關係、現狀和保護（二）（Freshwater Systems and Freshwater Fishes of Hong Kong - The composition, relationship, present status and conservation of Aquatic Environment and Living Organisms）<2> 》（莊棣華 著） 野外動向 Hong Kong Discovery Vol. 32, Hong Kong, China
- 2006年 《魚類文化與科學（Culture and Science of Fish）》（莊棣華 著） 野外動向 Hong Kong Discovery Vol. 46, Hong Kong, China
- 2011年 《博物學與自然寫作（Natural History and Nature Writing）》（莊棣華 著） 字花 Fleurs Des Lettres issue 32, Hong Kong, China

### 顧問著作
- 2006年 《從河而來 - 林村河 Come from Rivers - Lam Tsuen River 》（鄭陸奇 等著） 綠色力量 中國 香港 Green Power, Hong Kong, China
- 2007年 《從河而來 - 錦田河 Come from Rivers - Kam Tin River 》（鄭陸奇 等著） 綠色力量 中國 香港 Green Power, Hong Kong, China
- 2008年 《從河而來 - 東涌河 Come from Rivers - Tung Chung River 》（鄭陸奇 等著） 綠色力量 中國 香港 Green Power, Hong Kong, China
- 2010年 《從河而來 - 山貝河 Come from Rivers - Shan Pui River 》（鄭陸奇 等著） 綠色力量 中國 香港 Green Power, Hong Kong, China
- 2011年 《從河而來 - 城門河 Come from Rivers - Shing Mun River 》（鄭陸奇 等著） 綠色力量 中國 香港 Green Power, Hong Kong, China

### 攝影著作
- 1994年 《中國農業百科全書 ─ 水產卷 上、下卷》（中國農業百科全書水產業卷編輯委員會 共著） 農業出版社 中國 北京
- 1994年 《 Hills and Streams - An Ecology of Hong Kong 》（D. Dudgeon, R.）Hong Kong University Press, Hong Kong, China
- 1994年 《 The Green Dragon - Hong Kong's Living Environment 》 Green Dragon Publishing, Hong Kong, China
- 2000年 《 山水有情 - 探遊香港郊野 》（艾思滔 著）香港自然環境攝影基金會
- 2000年 《Cage net fishesries in Hong Kong》 水產學報 中國 台灣
- 2002年 《中國有毒及藥用魚類新志》（伍漢霖 等共著） 農業出版社 中國 北京
- 2005年 《中國有毒、藥用及危險魚類圖鑑》（伍漢霖 等共著） 上海科學技術出版社 中國 上海
- 2007年 《香港原生淡水魚類月曆2007（Native Freshwater Fishes of Hong Kong Calender 2007）》（綠色力量） 綠色力量 中國 香港
- 2008年 《中國動物誌 ─ 硬骨魚綱 ─ 鱸形目 ─ 蝦虎魚亞目》（伍漢霖 等共著） 科學出版社 中國 北京

## 演講
- 2010年5月15日 香港游泳教師總會延續游泳教師證書暨持續學習研討會
- 2010年9月25日 香港濕地公園濕地探地公眾講座系列《認識魚類：魚類是甚麼？》
- 2011年5月21日 香港游泳教師總會延續游泳教師證書暨持續學習研討會
- 2011年10月28日 香港城市大學《自然博物──人類寫下事物與文化思維的探討》
- 2011年11月12日 喇沙書院《自然博物》

## 獎項
- 2011年南方都市報《深港生活大獎》年度學人獎[6]